# Faldskærmsudspring
|  | Sammenskrivningsforslag Artiklen Faldskærmsudspring er foreslået føjet ind i Faldskærm. (Siden maj 2024) Diskutér forslaget |

Faldskærmsudspring er en ekstremsport, hvor der konkurreres i f.eks. landingspræcision og stil. 

## Konkurrencediscipliner
Der findes en række discipliner, som der afholdes verdensmesterskaber i. Reglerne bestemmes af det internationale faldskærmsforbund (IPC) under det internationale luftsportsforbund (FAI).
- Formationsspring (4- eller 8-mands-hold plus kameraspringer) Fritfalds-disciplin

Her vandt Danmark bronze medaljer til VM i 1993 (Jørgen Fedelius, Søren Brandborg, Steen Chemnitz og Morten Najbjerg) og i 1995 (Steen Chemnitz, Morten Najbjerg, Jørgen Hansen og Nikolaj Sode, kameraspringer Flemming Nøddegaard )
Verdensrekorder. Ud over rekorder sat ved mesterskaber, sættes der rekorder i største formation af springere i frit fald. Danmarksrekorden fra 2015 er på 59 personer (organiseret af Kate Cooper-Jensen). Verdensrekorden (feb. 2006) er på 400 personer, sat i Thailand (organiseret af B.J.Worth). Danske deltagere i 400-rekorden: Pernille Herold, Helle Eriksen, Meggie Højrup Nøddegaard, Søren Nielsen, Carsten P. Jensen, Morten Petersen, Kenneth Gajda og Flemming Nøddegaard.
- Freestyle. (2-mands-hold) Fritfalds-disciplin

Her var Danmark verdensmester i 2001-2005 med holdet FunkFlyz (Nils Predstrup og Martin Kristensen)
- Stil (individuel disciplin) Fritfalds-disciplin

- Præcision (individuel- og hold-disciplin). Udøves i åben skærm

- Kalotformationsspring (hold-disciplin). Udøves i åben skærm

- Skærmflyvning (individuel disciplin). Udøves i åben skærm

## Faldskærmsudspring som hobby/underholdning
I Danmark springer man under opsyn af en instruktør enten uddannet via. f.eks. Dansk Faldskærms Union,  Dropzone Denmark eller SkydiveX. Disse tre enheder er de eneste godkendte i Danmark til at måtte udføre faldskærmsspring og uddanne faldskærmsspringere.
Personer der ønsker at opleve et enkelt spring, kan enten springe:
- Solospring(staticline), hvor skærmen udløses automatisk efter afspring fra flyveren. Men man flyver selv ned og lander.
- Tandemspring, hvor to personer benytter samme skærm (en tandeminstruktør og en passager). Tandeminstruktøren træffer alle beslutninger. Efter deres første spring kan man vælge at uddanne sig til faldskærmsspringer via. et AFF kursus:
- Accelereret Frit Fald (AFF), et uddannelsesforløb hvor man fra første spring har ca. 40-50 sekunders fritfald, assisteret af to instruktører. Denne uddannelse bruges af de fleste, der ønsker at gå videre med faldskærmssporten som fritidsinteresse eller som sportsgren.